# Simon Gray (Autor)
Simon James Holliday Gray, CBE (* 21. Oktober 1936 auf Hayling Island, England; † 6. August 2008 in London, England) war ein englischer Dramatiker, der auch einige Romane und autobiografische Werke veröffentlichte.

## Leben
Simon Gray besuchte die Westminster School, Dalhousie University in Halifax, Nova Scotia und das Trinity College in Cambridge. Zuletzt lebte er in London.
Gray hat über 30 Theaterstücke geschrieben, dazu gehören Butley, Quartermaine’s Terms, mehrere Fernsehfilme, Drehbücher und einige weitere populäre Stücke. Er arbeitete mehrmals mit dem Schauspieler Alan Bates und Regisseur Harold Pinter zusammen. Peter Bowles, Edward Fox und Clive Francis traten in seinen Stücken auf. Die Hauptrollen seiner Stücke werden häufig von Männern im mittleren Alter dargestellt. Die Stücke handeln oft von gebildeten Intellektuellen.
2004 wurde Simon Gray zum Commander of the Order of the British Empire für seine Verdienste um Drama und Literatur ernannt. Der Kettenraucher Gray hatte 2008 den dritten Teil seiner Autobiografie unter dem Titel The Smoking Diaries veröffentlicht; über seinen Kampf mit metastasiertem Lungenkrebs berichtet er mit schwarzem Witz in der posthum veröffentlichten Coda (2008). Er starb am 6. August 2008 an einem Aneurysma der Bauchaorta.